# Амелије од Орлеана и Браганце
Амелије од Орлеана и Браганце, гђа Александар Џејмс Спирман (порт. Amélia de Orleans e Bragança; рођена 15. марта 1989) је члан бразилске царске породице. Она је најстарија ћерка Антонија, царског принца од Бразила, и принцезе Кристине од Лиња. Она је нећака Бертранда, принца од Бразила и унука Педра Хенрикеа, принца од Бразила. Била је 5. у реду наследства бразилског престола све док се не одрекнете својих права на престо браком.
Након удаје, била је посвећена да се одрекне својих династичких права и бразилске принчевске титуле, иако то законски није дозвољено бразилским монархијским уставом без одобрења парламента. Она је де факто била пета у реду наследства бразилског престола све до њеног наводног одрицања.

## Наслов
- 15. март 1989-16. јул 2014: Њено Краљевско Височанство принцеза Амелија од Бразила, принцеза од Орлеанс-Браганза
- 16. јул 2014. Њено Краљевско Височанство принцеза Амелија од Орлеана-Браганце, принцеза Бразила